# Георгій IX
Георгій IX (1486–1534) — цар Картлі (1525–1527). Син царя Костянтина II. Представник династії Багратіоні.

## Біографічні дані
Вступив на престол після постригу в ченці брата — царя Давида X.
В результаті династичної боротьби, 1527 (за іншими даними — 1534) року, був також змушений піти в монастир і поступитись троном племіннику Луарсабу I.